# 정시현
정시현(1991년 3월 6일 ~ )은 대한민국의 배우다.

## 방송
- 스타뉴스
- 우리 옆집에 엑소가 산다 (2015)
- 연애탐정 셜록K (2015)
- PRODUCE 101 시즌 2 (2017) - 발표순위 77위
- 여름아 부탁해 (2020)
- 아내 사직서 (2025) - 강도윤

## 영화
- 젊은 예술가들 (2013) - 이호선배 역
- 압꾸정 (2022) - 상담사5 역

## 공연
- 오백에 삼십 (2018)
- 7시에 만나 (2022)

## 음반
- Call It LOVE [From ‘LOVE is RIGHT’] (2022)